# The Droogs
The Droogs — американская рок-группа из Лос-Анджелеса, существовавшая с 1973 года. Последний альбом Atomic Garage был издан в 1997 году на испанском лейбле Impossible Records.
Группа была сформирована музыкантами Ric Albin (вокал), Roger Clay (гитара), Paul Motter (бас) и Kyle Raven (барабаны). Вдохновившись гаражным роком 1960-х, в течение 1970-х годов они выпустили шесть синглов, позже изданных на сборнике Anthology (1987), за этот период сменилось несколько барабанщиков. Состав стабилизировался в начале 1980-х годов с басистом/клавишником David Provost (ранее в The Dream Syndicate) и барабанщиком Jon Gerlach. В середине 1980-х годов группа считалась частью американского движения Paisley Underground, однако получила больший успех в Европе, и в 1987 году подписала контракт с немецким лейблом Music Maniac.

## Дискография

### Синглы, EP
- «He’s Waiting» (1973)
- «Overnight Success/Last Laugh» (1975)
- «Set My Love on You» (1978)
- «Only Game In Town/Garden Of My Mind» (1981)
- Heads Examined EP (1983) Plug-n-socket

### Альбомы
- Memorial (1980) Stapled Chin Music (cassette only)
- Stone Cold World (1984) Passport
- Kingdom Day (1987) PVC
- Anthology (1987) Music Maniac
- Mad Dog Dreams (1990) Music Maniac
- Live in Europe 1990 (1990) Music Maniac
- Want Something (1991)
- Guerilla Love-In (1991) Music Maniac
- Atomic Garage (1997) Impossible Records

## Видеоклипы
- The Droogs — Stranger in the Rain (live)